# André van den Heuvel

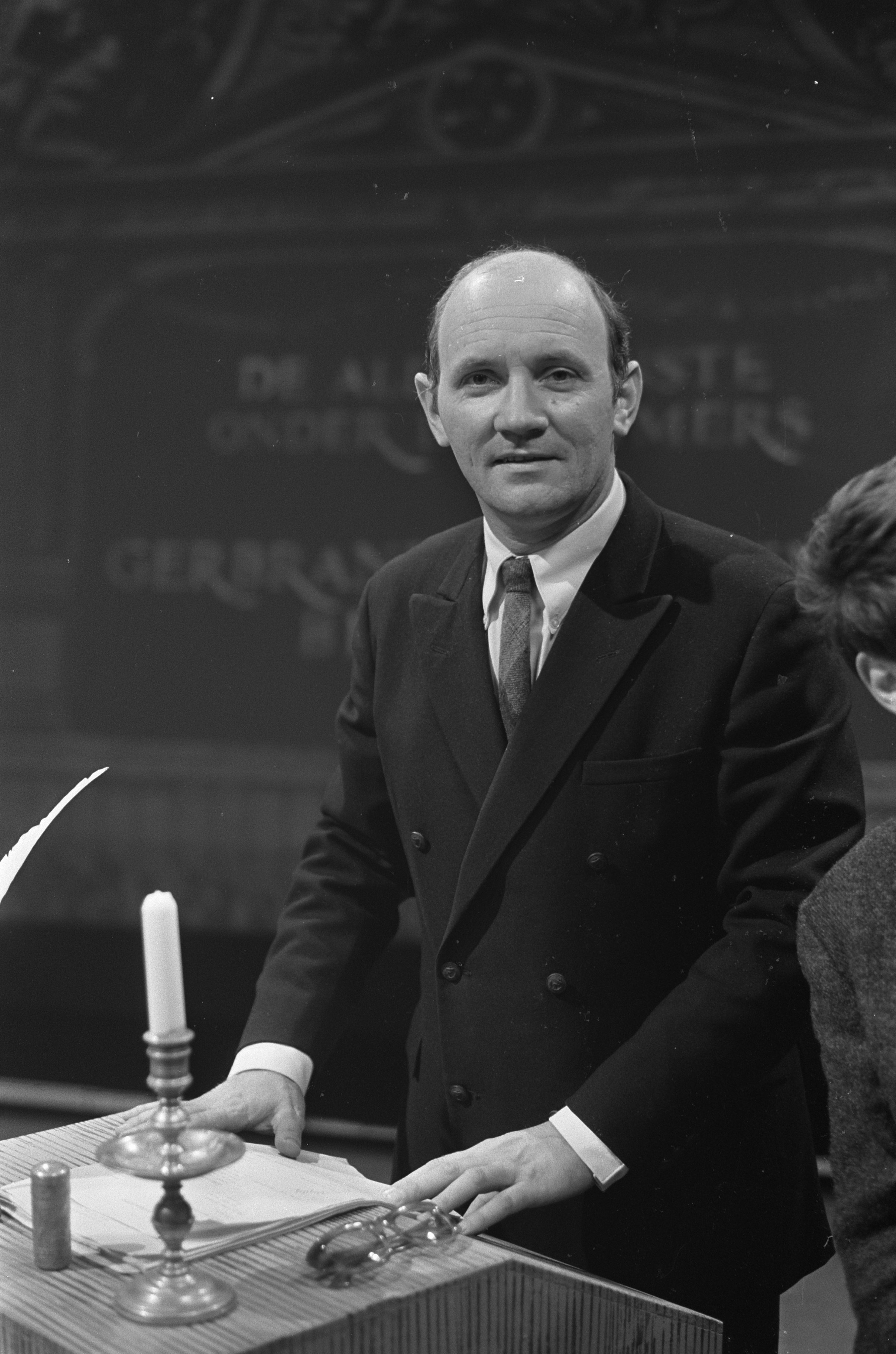
André van den Heuvel (1968)

Andreas Petrus Gerardus „André“ van den Heuvel (* 4. Juni 1927 in Tegelen, Provinz Limburg; † 9. Februar 2016 in Amsterdam, Noord-Holland) war ein niederländischer Schauspieler, Regisseur, Sänger und Bildhauer. Er trat zwischen 1957 und 2008 in mehr als 58 Filmen und Fernsehserien auf. Für seine Arbeit auf der Theaterbühne erhielt er zweimal den Louis d’Or.

## Leben
André van den Heuvel wurde in Maastricht als Künstler ausgebildet. Er debütierte als Schauspieler im Jahr 1950 in dem Stück Amphitryon von Jean Giraudoux; sein wahres Bühnendebüt erlebte er jedoch bereits als Amateur in den traditionellen Passionsspielen Tegelen in seiner Heimatstadt.
Neben vielen Rollen in Fernsehserien spielte er 1975, neben Tina Aumont, Hiram Keller und Klaus Kinski, in dem Film Lifespan die Rolle des Felix Dolda.
André van den Heuvel war, bis zu deren Tod im Jahr 2012, mit seiner Schauspielkollegin Kitty Janssen – der Mutter des Schauspielers Dick van den Toorn – verheiratet.

## Filmografie (Auswahl)

### Schauspieler
- 1957: Gijsbrecht van Aemstel (Fernsehfilm)
- 1958: Das Dorf am Fluß (Dorp aan de rivier)
- 1962: Der Überfall (De overval)
- 1971: Was sehe ich …! Was sehe ich …! (Wat zien ik)
- 1975: Lifespan
- 1975: Oorlogswinter (Fernsehserie, 13 Folgen)
- 1977: Rubens, schilder en diplomaat
- 1980: Wie du mir – so ich dir (De bende van Hiernaast)
- 1983: Oglu, das freche Drachenmonster (Als je begrijpt wat ik bedoel, Stimme)
- 1984: Willem van Oranje (Fernsehminiserie, acht Folgen)
- 1992–1993: Recht voor z’n Raab (Fernsehserie, 16 Folgen)
- 1999: De rode zwaan
- 2004: Simon im Widerstand (Gebroken rood)
- 2008: Keyzer & de Boer advocaten (Fernsehserie, eine Folge)

### Regisseur
- 1963: Deur haasken, dodelijk haasken (Fernsehfilm)
- 1973: Willeke … er was eens (Fernsehserie)

## Diskografie
Alben
- 1970: Zwart-wit

Singles
- 1967: Op een mooie Pinksterdag

## Auszeichnungen
- 1965: Arlecchino
- 1973: Louis d’Or für seine Rolle in Wer hat Angst vor Virginia Woolf?
- 1992: Louis d’Or für seine Rolle in Heldenplatz